# دوون گیرهرت
دوون گیرهرت (انگلیسی: Devon Gearhart؛ زادهٔ ۵ مهٔ ۱۹۹۵) یک هنرپیشه اهل ایالات متحده آمریکا است. وی از سال ۲۰۰۴ میلادی تاکنون مشغول فعالیت بوده‌است. 
از فیلم‌ها یا برنامه‌های تلویزیونی که وی در آن نقش داشته است می‌توان به بازی‌های مسخره، کوتوله‌ها اشاره کرد.